# Oujhorod
Oujhorod (en ruthène et ukrainien : Ужгород, en hongrois : Ungvár ; en roumain : Ujgorod, en slovaque : Užhorod) est une ville d'Ukraine et la capitale administrative de l'oblast de Transcarpatie. Sa population s'élevait à 115 449 habitants en 2022.

## Géographie
Oujhorod se trouve dans l'ouest de l'Ukraine, dans la région historique de Ruthénie subcarpathique et à 620 km au sud-ouest de Kiev. Le territoire de la commune est bordé au nord-ouest par la frontière entre la Slovaquie et l'Ukraine ; un poste-frontière y est aménagé à l'extrémité de la route nationale ukrainienne 08 (uk) contournant la ville, sur un axe qui se prolonge à partir de l'autre côté de la frontière, où se trouve la localité de Vyšné Nemecké, par la route slovaque de première classe 19 (sk) ; en empruntant ces routes locales, les itinéraires des routes européennes 50 et 58 franchissent la frontière par ce poste, qui aussi est un point de contact entre l'espace Schengen et l'Ukraine. Oujhorod tient son nom de la rivière Ouj qui l'arrose (et dont le nom signifie « serpent ») et de gorod (slave : gorod, grod, grad ; slovaque : hrad qui signifie « ville »).

## Histoire
Oujhorod et la Transcarpathie ont fait au cours du XXe siècle partie de divers États, et leurs habitants exposés à de nombreux déplacements de frontières et changements de citoyenneté.
Des recherches archéologiques ont montré que le château d'Oujhorod, bâti au tournant des VIIIe au IXe siècles, est ensuite devenu une importante forteresse de la Grande-Moravie sous le règne de Svatoplouk Ier. Des chroniques témoignent pour la première fois de l'existence du château en l'an 903 (une autre date plus controversée est l'année 872). Du Xe au XIe siècle, Oujhorod était l'avant-poste du sud-ouest de la Rus' de Kiev et de son héritière la principauté de Galicie.
Au milieu du XIe siècle, Oujhorod est conquise par la Hongrie. L'est de la Transcarpathie fait alors partie du voïvodat vassal de Marmatie, qui devient un comitat hongrois au XIVe siècle, tandis qu'Oujhorod (Ungvár en hongrois) est le chef-lieu du comitat d'Ung et le reste jusqu'en 1918-1919. À partir de 1526, le pays appartient à la monarchie autrichienne, puis à partir de 1867 à l'Autriche-Hongrie.
La présence d'une communauté juive à Oujhorod, (Ungvar lors de l’appartenance à la Hongrie), date probablement du XVIe siècle, sous l’empire autrichien, où un centre d’études juives est reconnu de par la présence de nombreux référents rabbiniques.
En 1646, 63 prêtres orthodoxes de Ruthénie subcarpatique, en signant l'Union d'Oujhorod, décident de se placer dans la juridiction de l'Église de Rome, mais en gardant leur rite grec et l'ordination de prêtres mariés.

La république houtsoule proclamée en 1918 à la dislocation de l'Autriche-Hongrie, ayant été conquise par la Hongrie communiste en 1919, puis libérée par les troupes tchécoslovaques, le traité de Trianon attribue la ville à la Tchécoslovaquie . Au sein de celle-ci, en 1938-1939, Oujhorod est la capitale de la région autonome de Ruthénie subcarpathique. Mais, le 2 novembre 1938, la première sentence arbitrale de Vienne attribue à la Hongrie une bande de territoire peuplée de Hongrois, le long de sa frontière, y compris la ville d'Oujhorod.

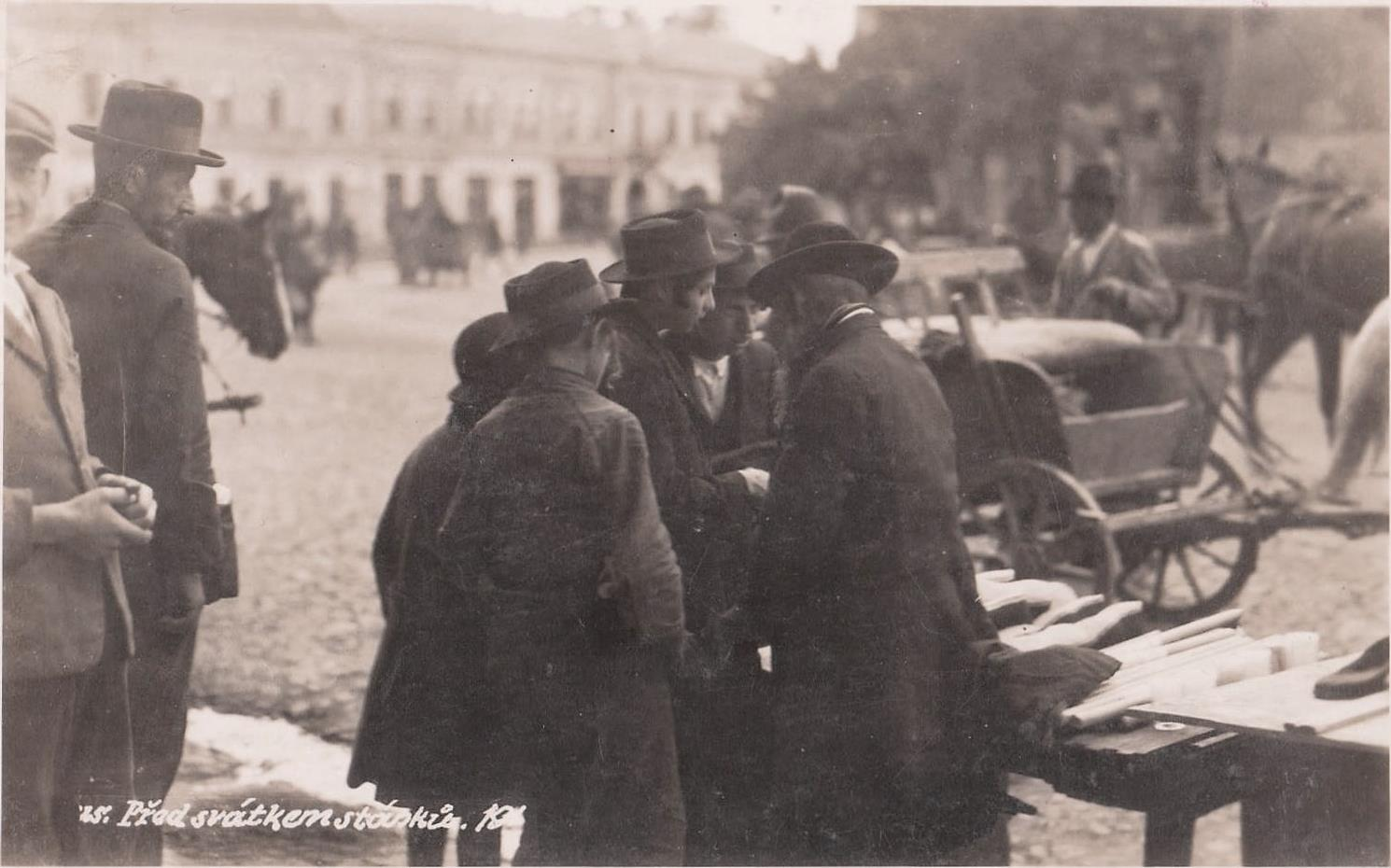
Juifs d'Ungvar où résidaient 7 357 d'entre eux (1930).

Dès l'annexion par la Hongrie, les autorités mettent en place une législation anti-juive contre la population juive, qui représente le tiers des habitants de la ville. Un ghetto est créé dans la ville en avril 1944, préalable à la déportation de 25 000 Juifs membres de la communauté juive d'Oujhorod et de ses environs vers Kamianets-Podilskyï (Kamenetz-Podolsk) où ils sont exterminés par les Einsatzgruppen.
 
À la fin de la Seconde Guerre mondiale, le 27 octobre 1944, la ville tombe aux mains de l'Armée rouge au cours de l'opération « Carpates orientales ». Le 29 juin 1945, la ville est cédée par la Tchécoslovaquie à l'Union soviétique et devient le centre administratif du nouvel oblast de Transcarpathie de la république socialiste soviétique d'Ukraine. Seuls quelques centaines de Juifs retournent dans la ville après-guerre.
Depuis août 1991, Oujhorod fait partie de l'Ukraine indépendante et l'église grecque-catholique ruthène, interdite pendant la période soviétique, retrouve la liberté de culte. En 2002, Oujhorod devient le siège de l'éparchie grecque-catholique ruthène de Transcarpathie, avec le titre épiscopal d'« évêque de Mukačeve des Ruthènes ». L'église orthodoxe ukrainienne y a également une éparchie avec le titre épiscopal d'« évêque de Khoust et de Zakarpathie ».

## Population
Recensements (*) ou estimations de la population :
| 1866   | 1891   | 1900   | 1910   | 1926   | 1933   | 1959*  |
| ------ | ------ | ------ | ------ | ------ | ------ | ------ |
| 11 000 | 11 800 | 14 700 | 17 000 | 20 600 | 16 700 | 47 396 |

| 1970*  | 1979*  | 1989*   | 2001*   | 2013    | 2014    | 2015    |
| ------ | ------ | ------- | ------- | ------- | ------- | ------- |
| 64 578 | 93 995 | 117 061 | 117 317 | 114 789 | 115 947 | 115 520 |

| 2016    | 2017    | 2018    | 2019    | 2020    | 2021    | 2022    |
| ------- | ------- | ------- | ------- | ------- | ------- | ------- |
| 115 163 | 114 007 | 113 996 | 114 897 | 115 512 | 115 542 | 115 449 |

Le taux de natalité s'élevait à 12,3 pour mille (1 412 naissances) en 2012, contre 12 pour mille (1 385 naissances) en 2011. Le taux de mortalité s'élevait à 10,4 pour mille (1 199 décès) en 2012, contre 10,3 pour mille (1 187 décès) en 2011. Le solde naturel était donc positif et s'élevait à 1,7 pour mille en 2011 et 1,9 pour mille en 2012.

### Structure par âge
0-14 ans : 17,2 %  (10 054 hommes et 9 433 femmes)
15-64 ans : 71,0 %  (37 923 hommes et 42 750 femmes)
65 ans et plus : 11,8 %  (4 757 hommes et 8 686 femmes) (2016, officiel)

### Structure ethnique
Selon le recensement ukrainien de 2001, la population d'Oujhorod comprenait :
- Ukrainiens (77,8 %)
- Russes (9,6%)
- Hongrois (6,9%)
- Slovaques (2,2 %)
- Roms (1,5 %)

### Langues
Selon le recensement ukrainien de 2001, les langues parlées étaient :
| Langue    | Nombre  | Pourcentage |
| --------- | ------- | ----------- |
| Ukrainien | 89 624  | 77.55%      |
| Russe     | 14 335  | 12.40%      |
| Hongrois  | 8 123   | 7.03%       |
| Romani    | 1 494   | 1.29%       |
| Autre     | 1 992   | 1.73%       |
| Total     | 115 568 | 100.00 %    |

Selon une enquête menée par l’International Republican Institute en avril-mai 2023, 85 % de la population de la ville parlait ukrainien à la maison, 9 % parlait russe et 1 % parlait hongrois.

## Transports
La gare de Oujhorod se trouve à 898 km de Kiev par le chemin de fer, l'aéroport d'Oujhorod au nord-ouest de la ville.
Par la route, Oujhorod se trouve à 42 km de Moukatchevo, à 98 km de Košice (Slovaquie), à 248 km de Lviv et à 768 km de Kiev.

## Climat
| Mois                                        | jan.       | fév.       | mars       | avril     | mai       | juin     | jui.      | août      | sep.      | oct.      | nov.       | déc.       | année      |
| ------------------------------------------- | ---------- | ---------- | ---------- | --------- | --------- | -------- | --------- | --------- | --------- | --------- | ---------- | ---------- | ---------- |
| Température minimale moyenne (°C)           | −4,2       | −3         | 0,8        | 5,6       | 10,1      | 13,7     | 15,3      | 14,9      | 10,4      | 5,9       | 1,9        | −2,3       | 5,8        |
| Température moyenne (°C)                    | −1,2       | 0,6        | 5,4        | 11,5      | 16,1      | 19,6     | 21,3      | 21,1      | 15,9      | 10,5      | 5,4        | 0,3        | 10,5       |
| Température maximale moyenne (°C)           | 1,7        | 4,3        | 10,4       | 17,4      | 22,1      | 25,5     | 27,6      | 27,7      | 21,9      | 15,6      | 9,2        | 3          | 15,5       |
| Record de froid (°C) date du record         | −28,2 1954 | −26,3 1950 | −17,8 1956 | −6,9 1996 | −4,4 2007 | 1,5 1977 | 5,3 2015  | 4,4 1966  | −2,2 1977 | −9,3 1979 | −21,8 1948 | −24,7 1961 | −28,2 1954 |
| Record de chaleur (°C) date du record       | 13,3 1975  | 17,2 1989  | 25,4 1974  | 29,7 2013 | 33,4 2003 | 35 2002  | 38,6 1952 | 38,4 1952 | 35,9 2015 | 26,1 1993 | 23,3 2018  | 15,6 1989  | 38,6 1952  |
| Ensoleillement (h)                          | 55,8       | 87         | 152,7      | 202,4     | 266,2     | 266,3    | 279,1     | 269,2     | 189,8     | 140,4     | 71,4       | 45,8       | 2 023,1    |
| Précipitations (mm)                         | 54         | 53         | 41         | 45        | 69        | 68       | 82        | 67        | 68        | 62        | 58         | 64         | 731        |
| dont neige (cm)                             | 7          | 7          | 1          | 0         | 0         | 0        | 0         | 0         | 0         | 0         | 0          | 4          | 19         |
| Record de pluie en 24 h (mm) date du record | 32 2021    | 33 2013    | 42 1980    | 41 1948   | 68 1989   | 68 1949  | 60 1973   | 69 1980   | 64 1982   | 70 1998   | 37 1992    | 53 2011    | 70 1998    |
| Nombre de jours avec précipitations         | 11         | 10         | 13         | 15        | 16        | 16       | 15        | 13        | 13        | 13        | 14         | 13         | 162        |
| Humidité relative (%)                       | 82         | 76         | 67         | 62        | 65        | 68       | 67        | 69        | 73        | 76        | 80         | 83         | 72         |
| Nombre de jours avec neige                  | 14         | 12         | 5          | 1         | 0,03      | 0        | 0         | 0         | 0         | 0,3       | 5          | 12         | 49         |
| Nombre de jours d'orage                     | 0,1        | 0,1        | 1          | 3         | 9         | 8        | 8         | 7         | 3         | 1         | 0,2        | 0,03       | 40         |
| Nombre de jours avec brouillard             | 9          | 5          | 2          | 0,4       | 1         | 0,4      | 1         | 1         | 2         | 4         | 6          | 7          | 30         |

| Diagramme climatique                                  |         |           |           |            |            |            |            |            |           |          |         |
| J                                                     | F       | M         | A         | M          | J          | J          | A          | S          | O         | N        | D       |
| 1,7−4,254                                             | 4,3−353 | 10,40,841 | 17,45,645 | 22,110,169 | 25,513,768 | 27,615,382 | 27,714,967 | 21,910,468 | 15,65,962 | 9,21,958 | 3−2,364 |
| Moyennes : • Temp. maxi et mini °C • Précipitation mm |         |           |           |            |            |            |            |            |           |          |         |

## Culture
Orchestre symphonique, colline mémorial, le musée dans le château, le musée d'architecture et de folklore, le musée d'art régional de Transcarpatie.

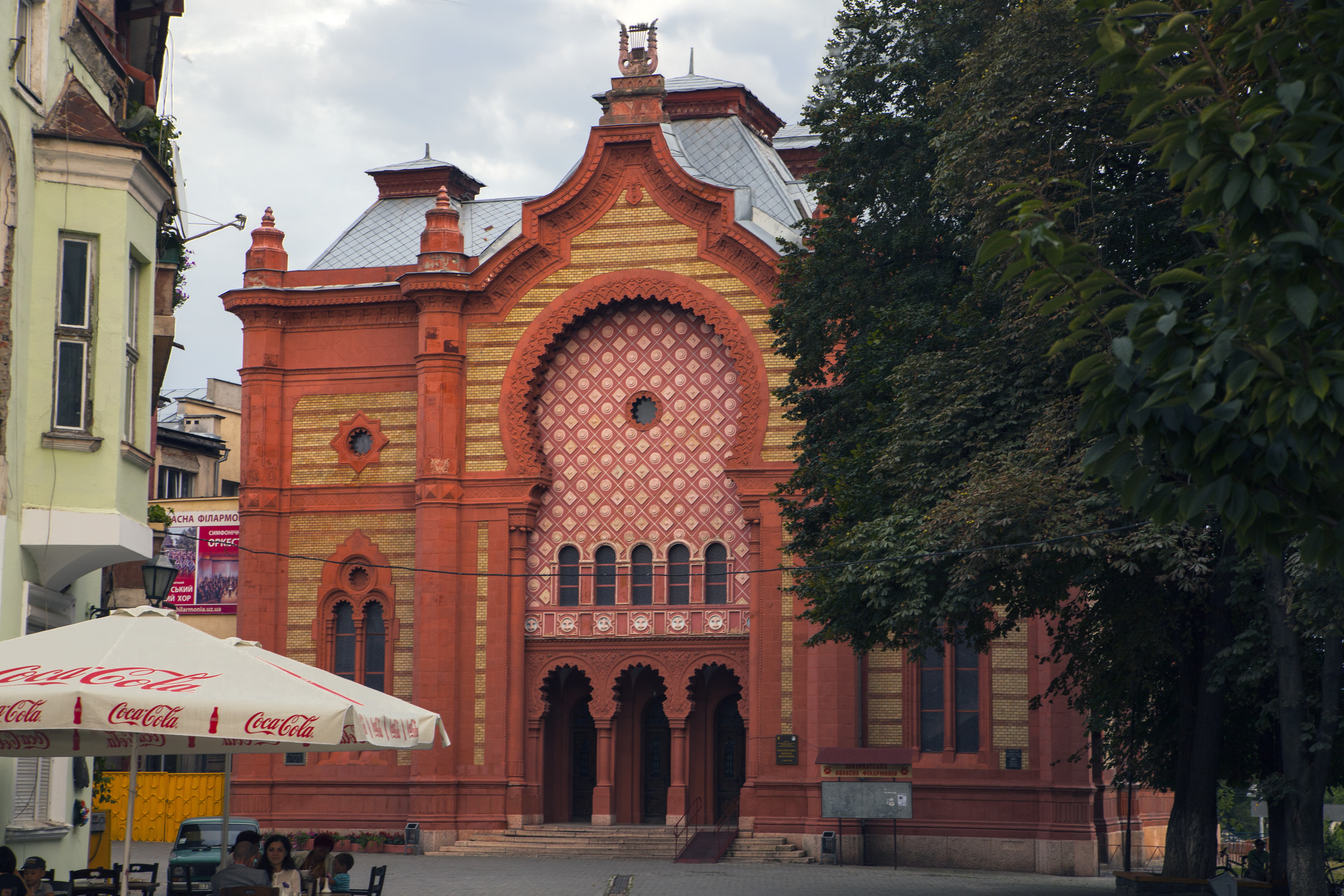
L'ancienne synagogue d'Oujhorod de style néo-byzantin accueille aujourd'hui l'orchestre symphonique, d'où la présence de la lyre à la place des tables de la Loi[12].
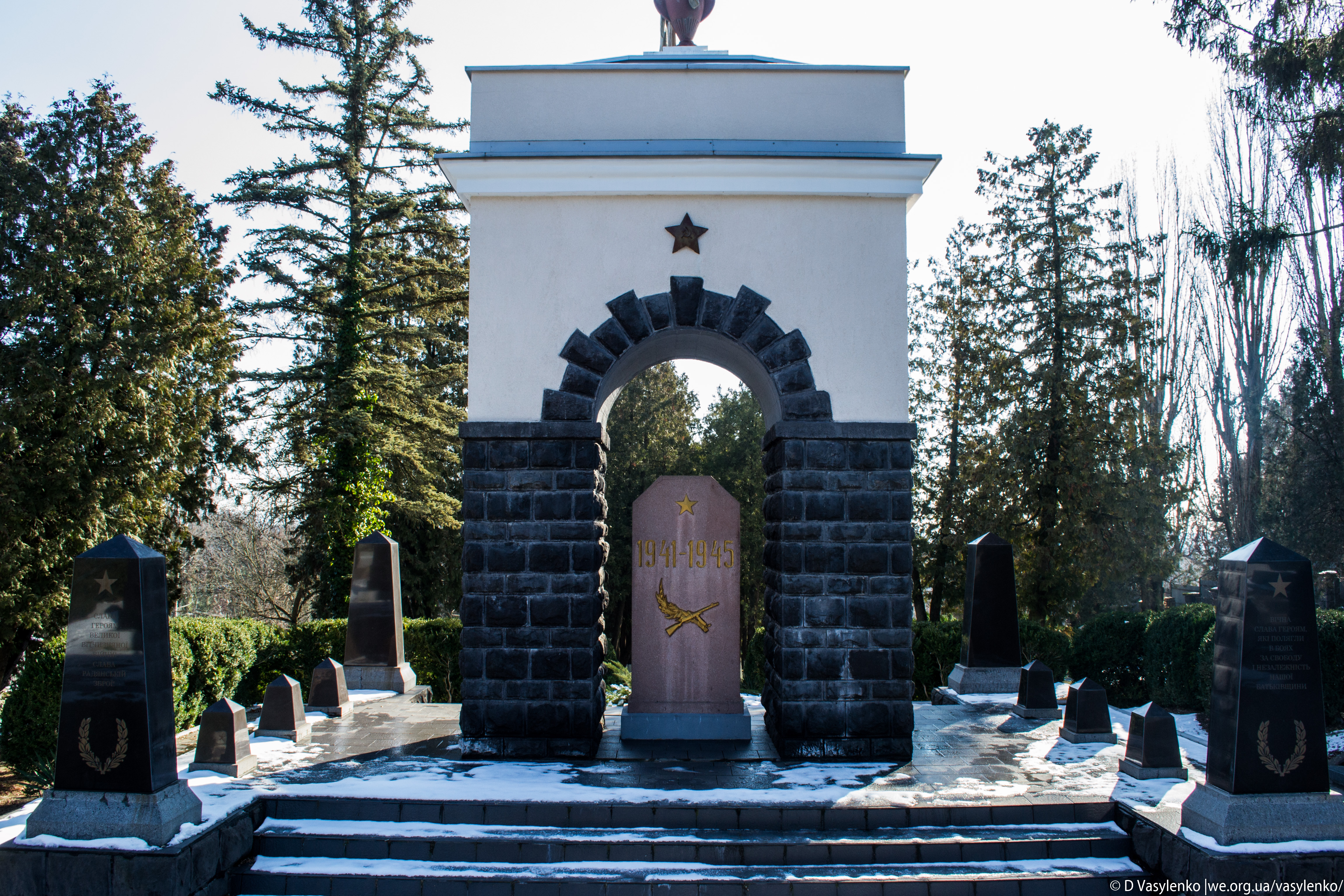
Colline mémorial
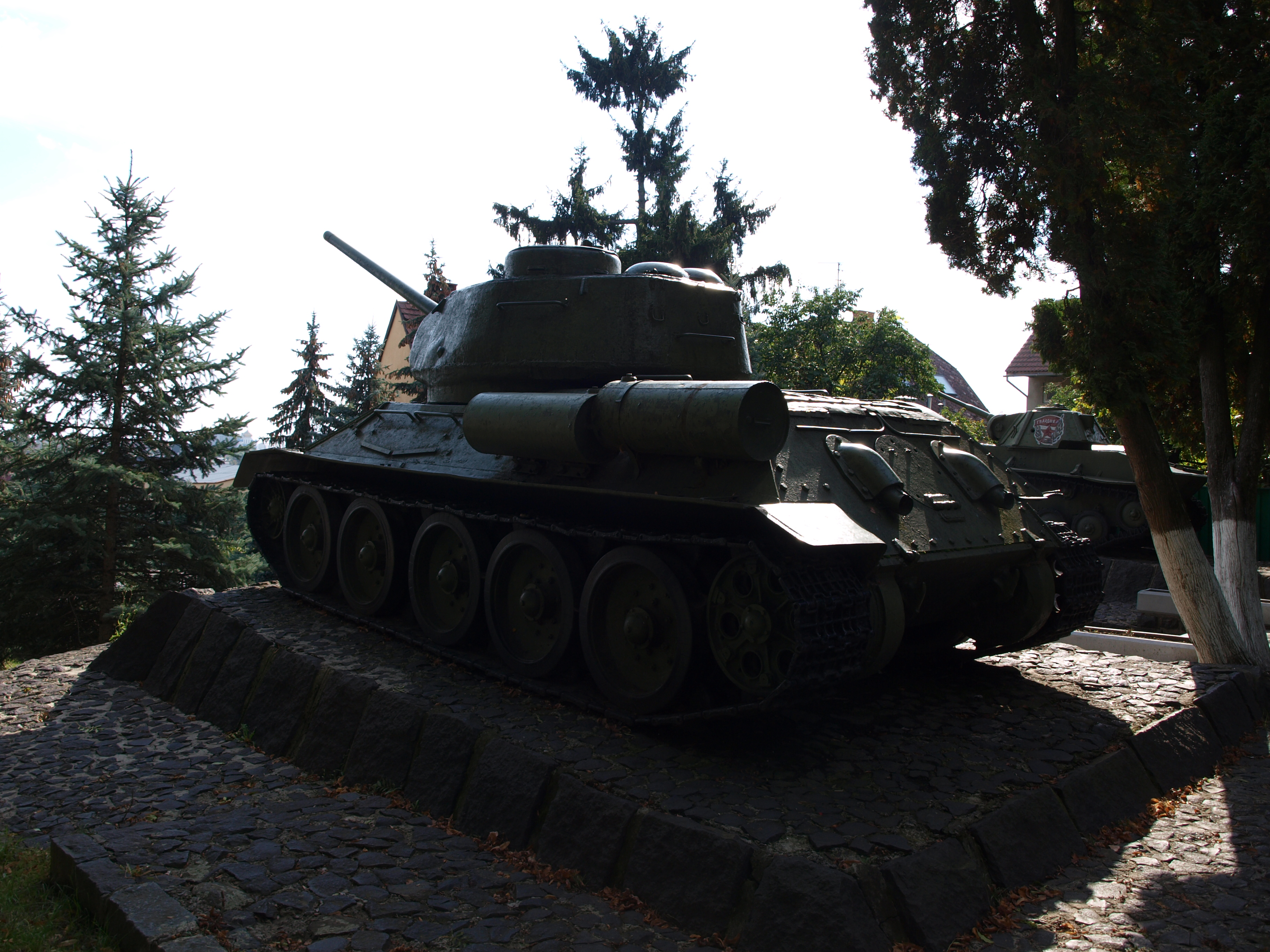
avec un T-70
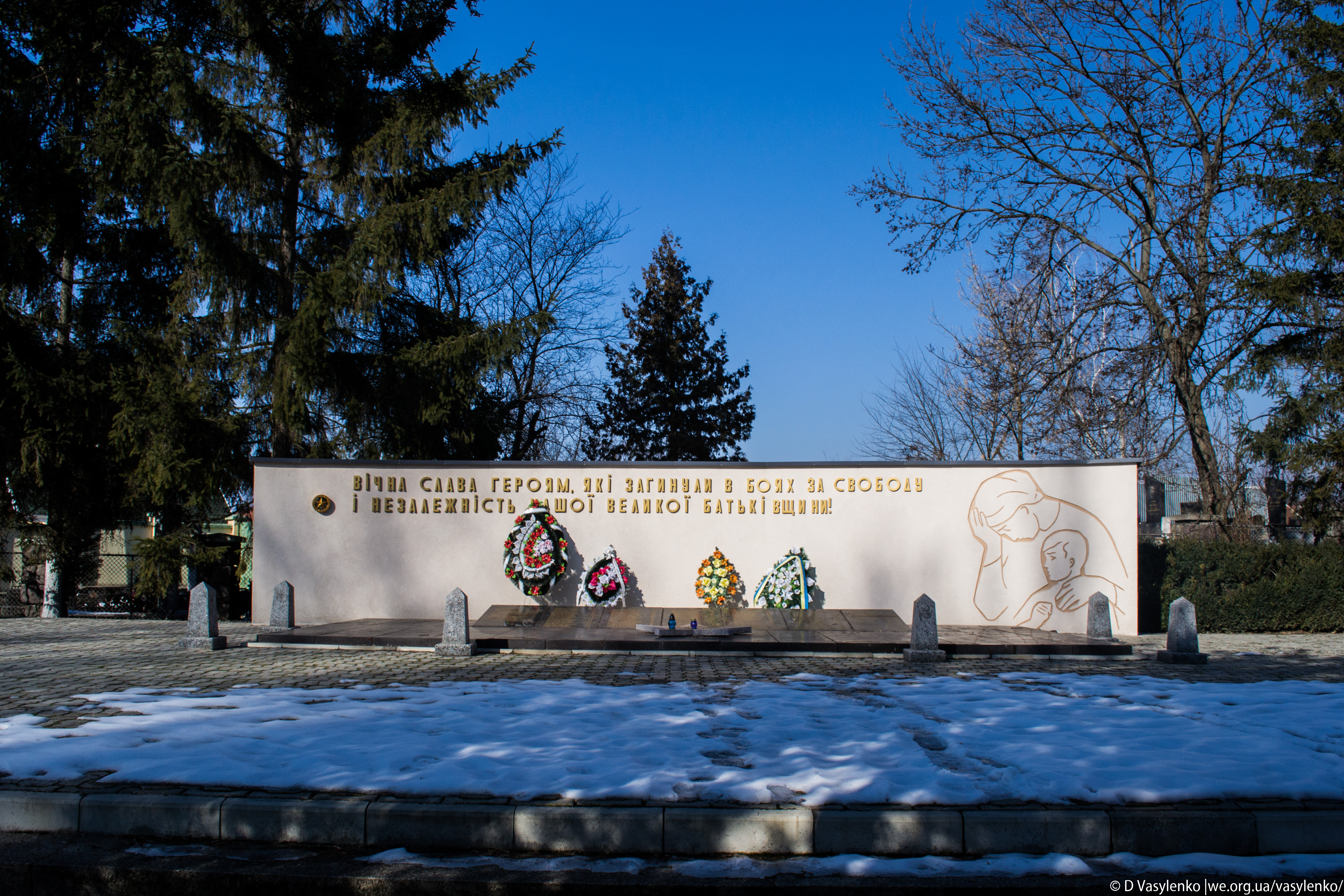
et des tombes[13].

## Galerie de photographies

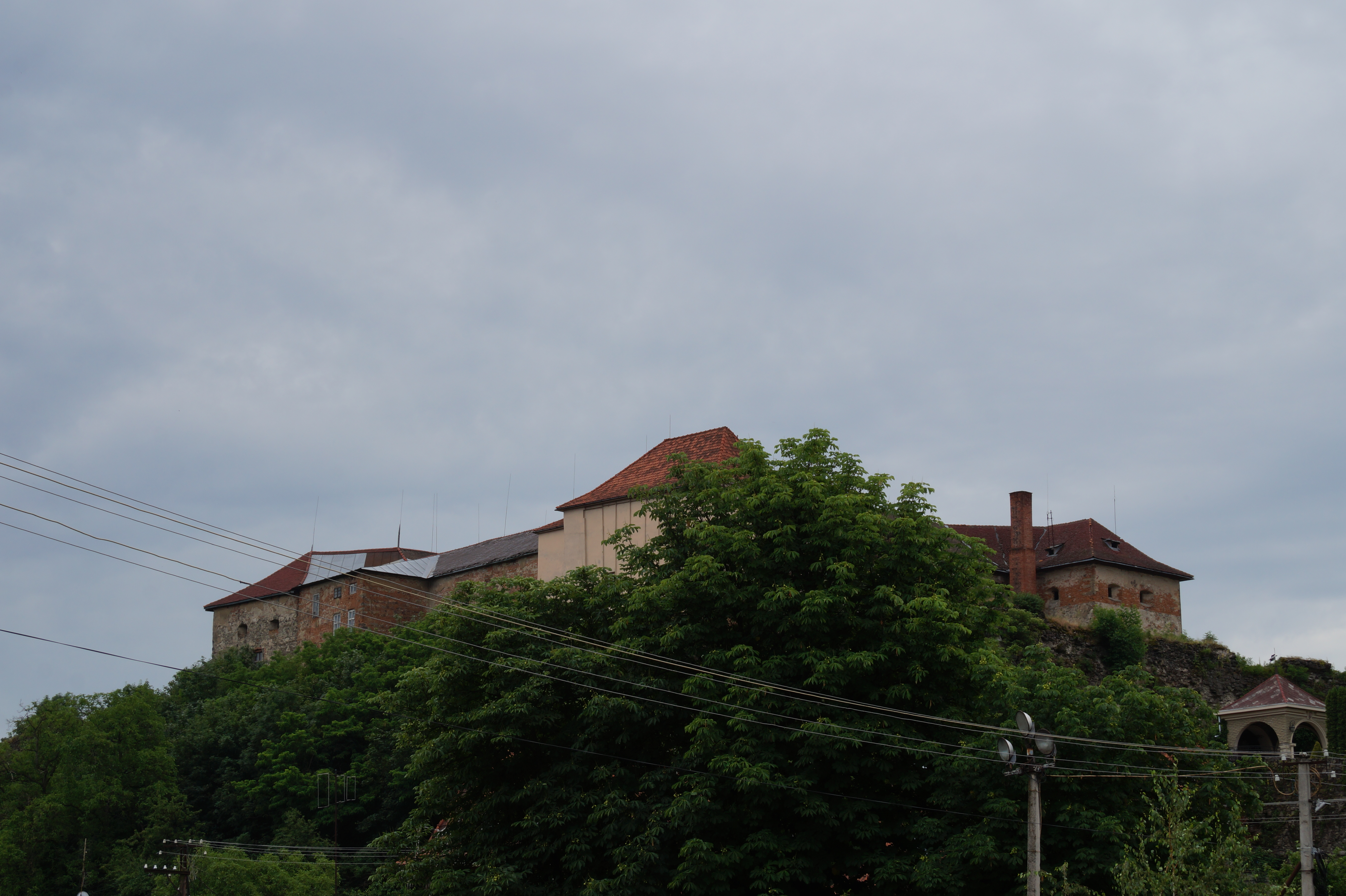
Ancienne implantation de Zamkora hora[14].
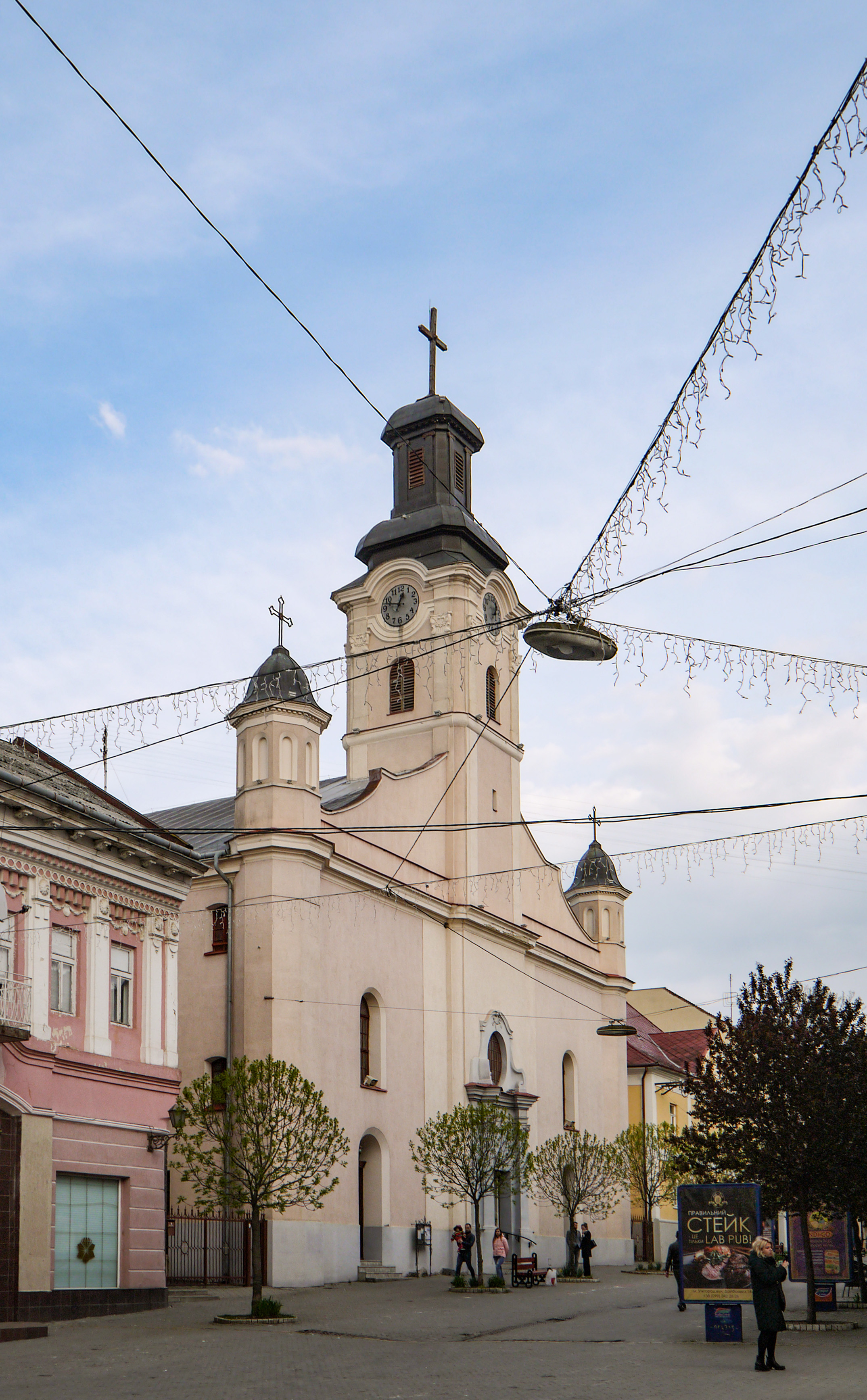
Église de Georges martyr[15].
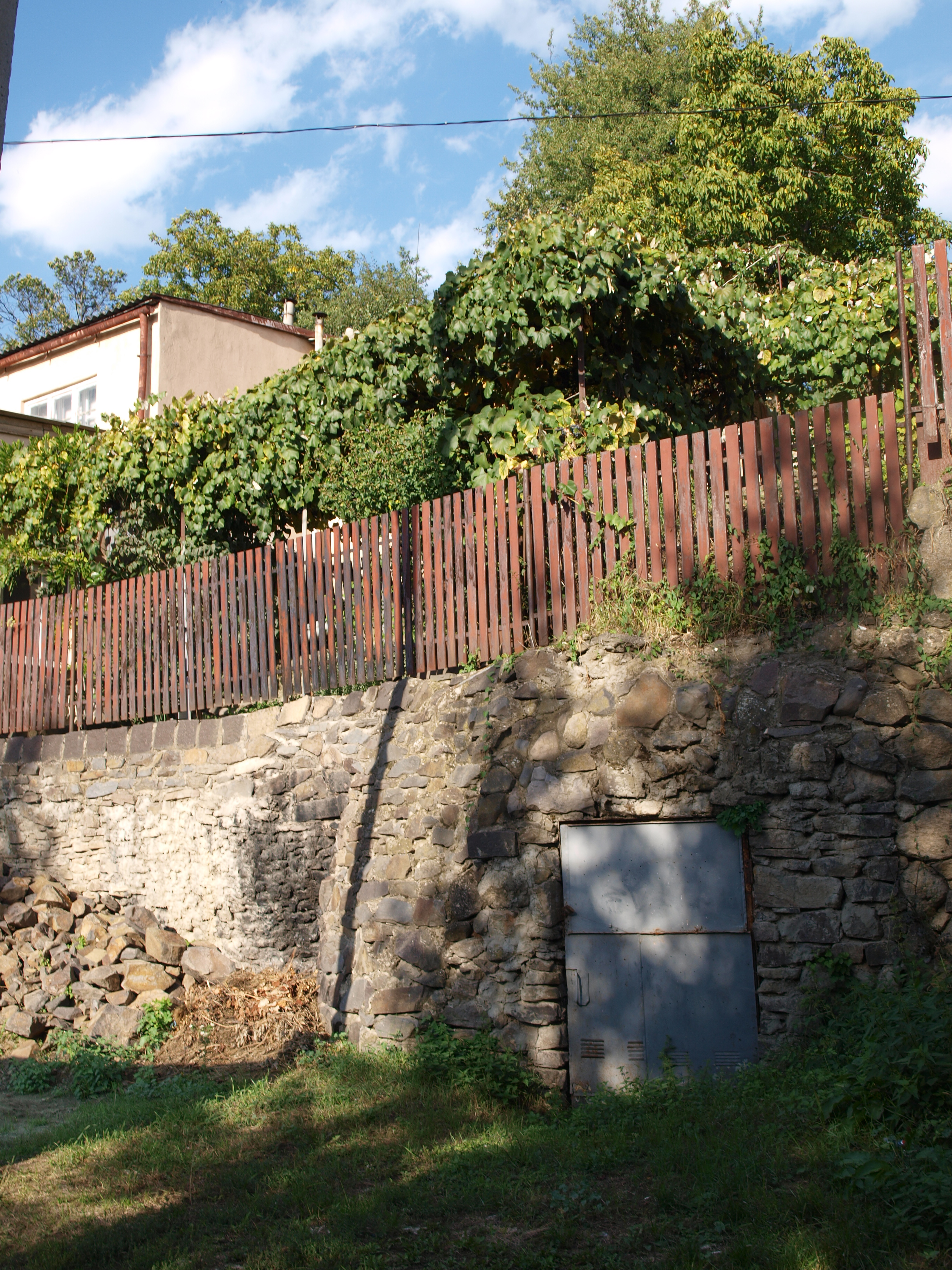
Complexe de
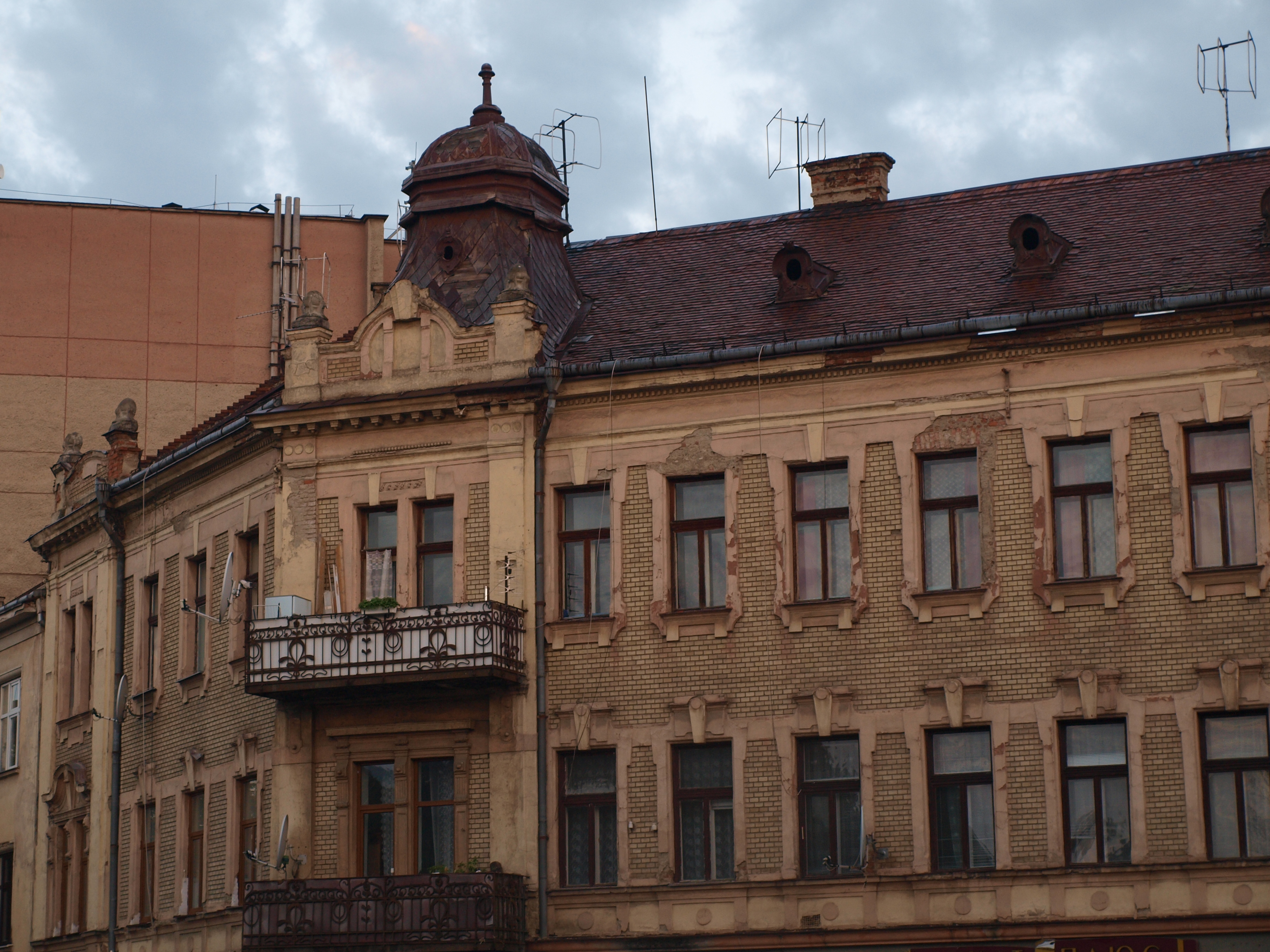
l'ancien château[16].
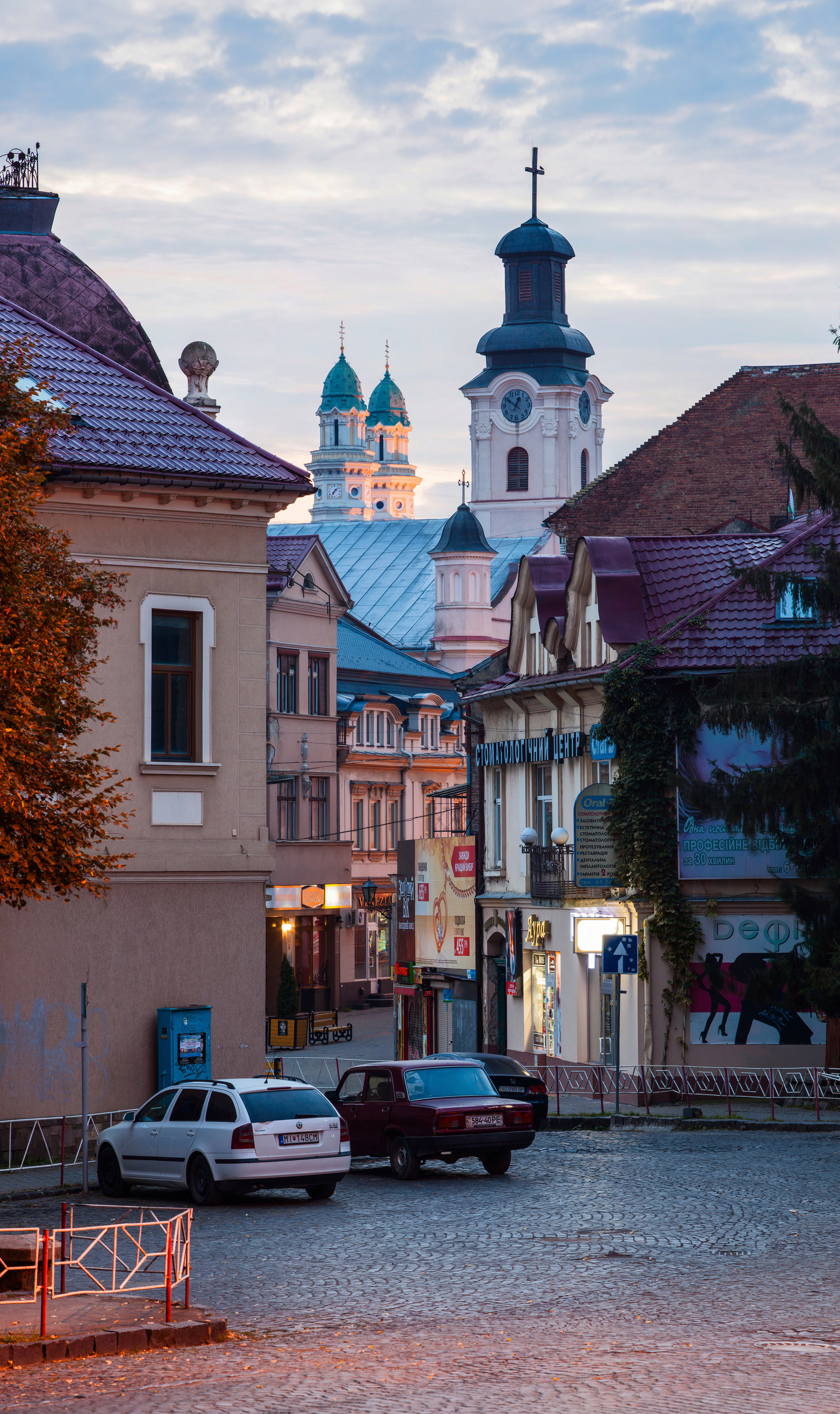
Oujhorod : la cathédrale gréco-catholique[17].
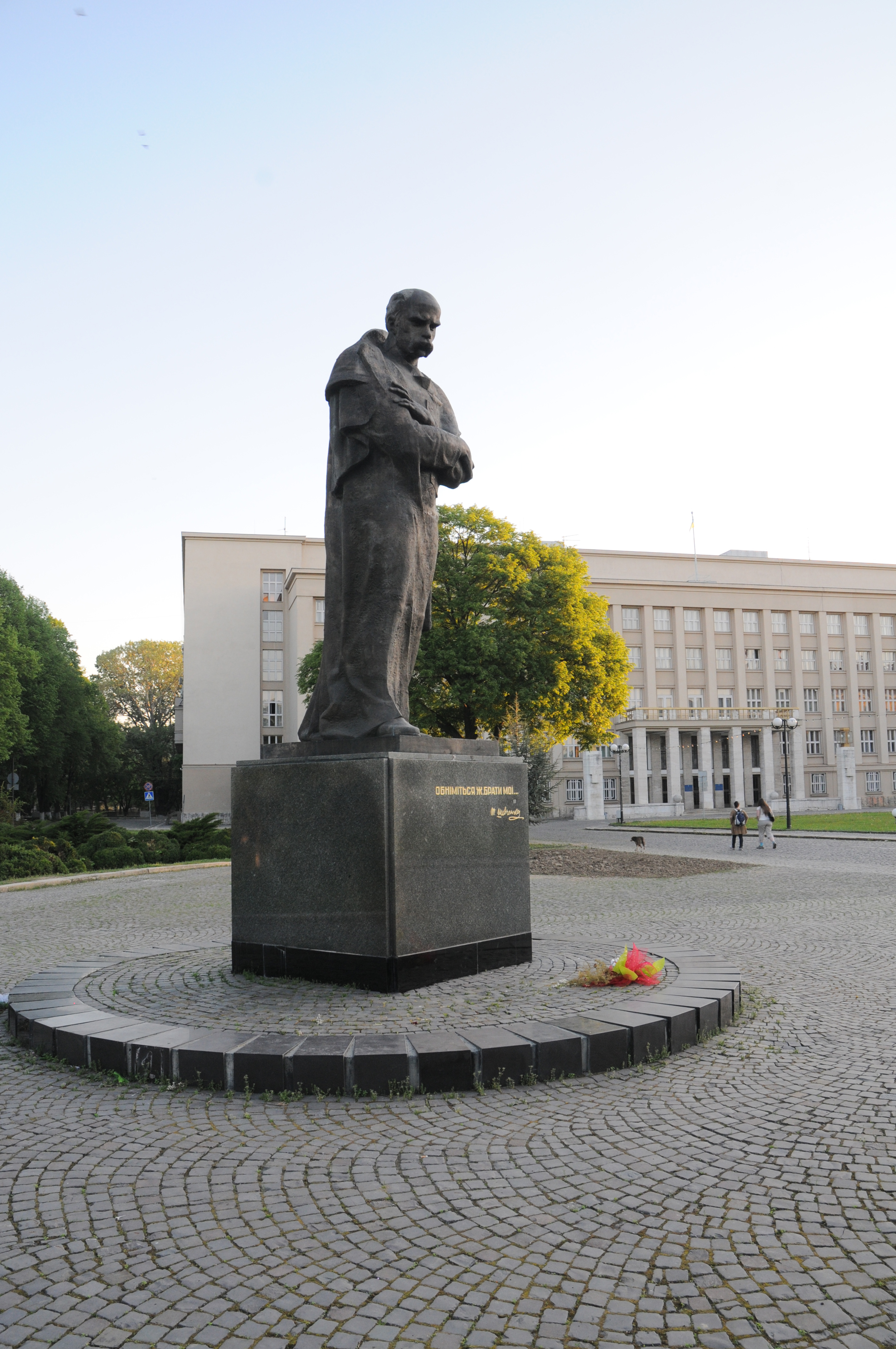
Administration de l'oblast et statue de Taras Chevtchenko[18].

## Personnalités

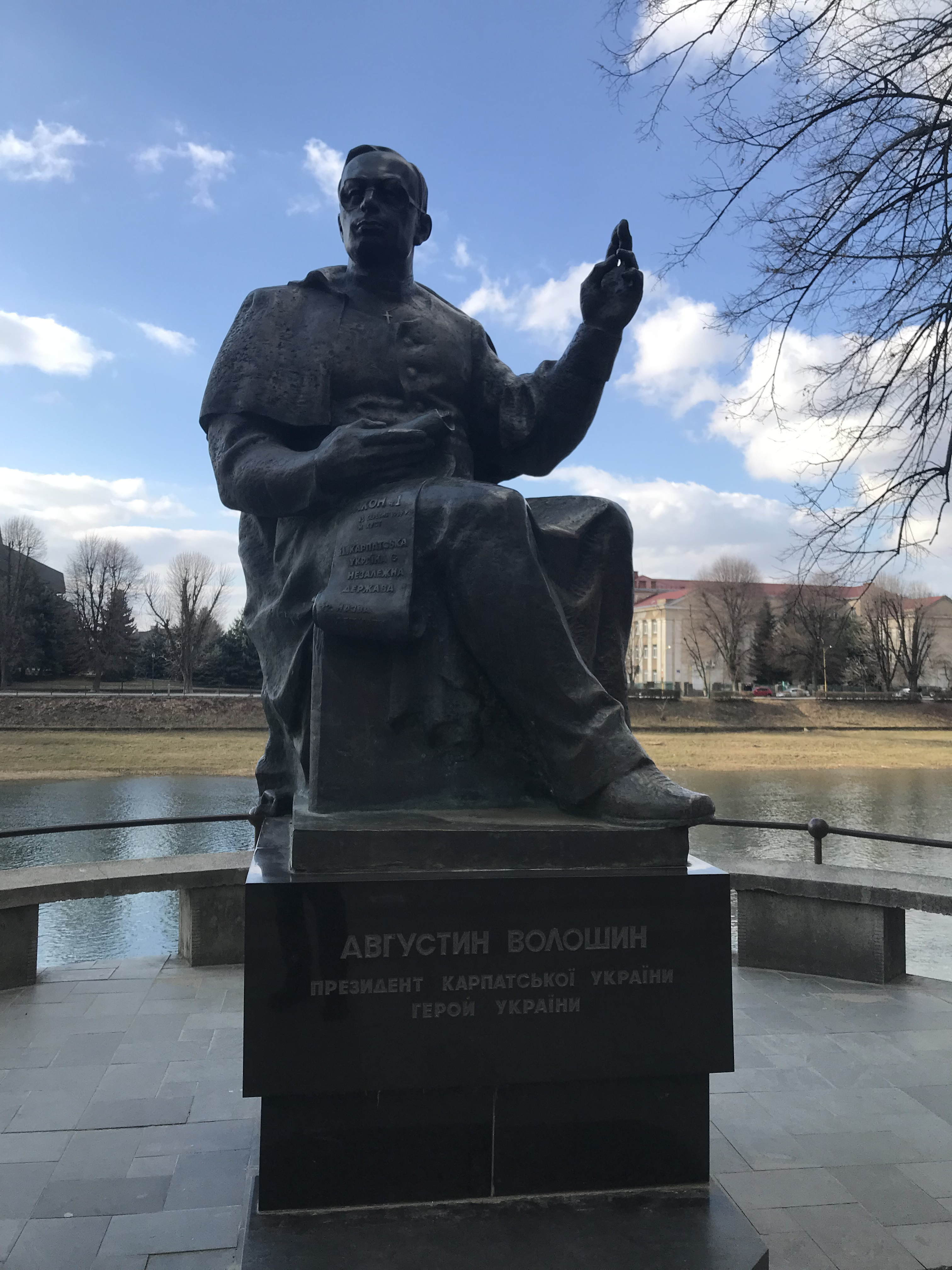
Satue du président Volochyn en la ville.

- Shlomon Ganzfried (1804-1886), rabbin auteur de l'ouvrage de référence Kitsour Shoulkhan Arokh.
- Jenő Janovics (1872-1945), cinéaste hongrois.
- Juraj Demeč (1945–), athlète tchèque.
- Lisa Fittko (1909-2005), résistante, écrivain, militante socialiste.
- Vladimir Koman (1989–), footballeur hongrois.
- Salomon Lipschütz (1863-1905), joueur d'échecs américain.
- Kira Roudyk (1985-), femme politique ukrainienne.
- József Szabó (1940–), footballeur soviétique, puis entraîneur ukrainien.
- Yolka (1982-), chanteuse ukrainienne.
- Antonio Lukich (1992-), réalisateur ukrainien.
- Rymma Zioubina, actrice ukrainienne.